# بورم، مالی
بورم (به لاتین: Bourem) یک منطقهٔ مسکونی در مالی است که در استان گائو واقع شده‌است.
 بورم ۶٬۲۹۴ کیلومتر مربع مساحت و ۲۷٬۴۸۶ نفر جمعیت دارد.